# 交野村
交野村（かたのむら）は、大阪府北河内郡にあった村。現在の交野市の中心部にあたる。

## 地理
- 山岳 ： 交野山
- 河川 ： 天野川、北川、免除川

## 歴史
- 1889年（明治22年）4月1日 - 町村制の施行により、交野郡倉治村・郡津村・私部村の区域をもって発足。
- 1896年（明治29年）4月1日 - 所属郡が北河内郡に変更。
- 1939年（昭和14年）7月1日 - 磐船村と合併して交野町が発足。同日交野村廃止。

## 交通

### 鉄道路線
- 交野電気鉄道（現・京阪電気鉄道）
  - 交野線
    - 郡津駅 - 交野駅（現・交野市駅）

### 道路
現在は旧村域に第二京阪道路の交野北インターチェンジが所在するが、当時は未開通。

## 名所・旧跡・観光スポット・祭事・催事
- 交野城
- 機物神社